# Анрі Гізан
Анрі Гізан (фр. Henri Guisan, фр. вимова: [ɑ̃ʁi ɡizɑ̃]; 21 жовтня 1874 — 7 квітня 1960) — генерал та офіцер швейцарської армії під час Другої світової війни. Відомий за ефективну мобілізацію швейцарських збройних сил та швейцарців для підготовки опору проти можливого вторгнення з боку Нацистської Німеччини у 1940 році. Гізан був визнаний четвертим за величиною швейцарським діячем усіх часів у 2010 році.

## Життєпис
Анрі Гізан народився в 1874 році в Мезьєрі, у кантоні Во, протестантській частині франкомовної Швейцарії. Син Шарля Ернеста Гізана, лікаря з Аванша, та Луїзи-Жанни Гізан. Відвідував школу в Лозанні та Фрібурі та спочатку вивчав сільськогосподарську медицину. Закінчивши навчання, у 1897 році він переїхав та став фермером у долині Бро. Того ж року він одружився з Марі Долкер, з якою матиме двоє дітей, Анрі і Міріам. Незабаром після одруження з Марі він переїхав до Верте-Ріве на Женевському озері.

## Роль в Другій світовій війні

### План генерала Гізана
Між двома світовими війнами генерал Гізан був головнокомандувачем швейцарської армії. Ним була запропонована концепція організації оборони, що отримала назву «Швейцарський Національний Редут», або просто «Редут». Згідно з нею визнавалася обмеженість національних ресурсів в живій силі й озброєннях в порівнянні з ймовірними противниками. Тому завданням збройних сил була не оборона кордонів, а створення ситуації, при якій окупація країни представлялася б противнику дуже дорогою та такою, що не мають сенсу.
Стратегія Редуту, таким чином, була в першу чергу стримуючим фактором. З цією метою лінія оборони заздалегідь переносилася з рівнин в гори, де численні фортифікаційні споруди були здатні протистояти піхоті і танкам противника. Гірські дороги і тунелі мінувалися та готувалися до вибухів. Командуванню і особовому складу всіх частин і підрозділів доводилося, що з моменту початку бойових дій вони повинні обороняти свої ділянки, більше не звертаючи уваги ні на які накази про припинення опору. Сили вторгнення агресора стримувалися на кордонах лише певний час, достатній для організованого відступу основних сил за лінію Редуту. Після завершення цього перегрупування уряд Швейцарії міг залишатися в укритті протягом тривалого періоду.
Таким чином, будь-який противник, який вторгся в країну, в результаті зіткнувся б із завданням встановлення контролю над великими гірськими районами з повністю зруйнованою інфраструктурою, де тримали б оборону численні напівпартизанські формування.

### Німецькі плани вторгнення
26 липня 1940 року командуванням сухопутних сил Німеччини був прийнятий план операції «Танненбаум», згідно з яким 12-я армія генерал-фельдмаршала Вільгельма фон Ліста силами одного гірськострілкового і трьох піхотних корпусів повинна була здійснити захоплення Швейцарії протягом 2-3 днів, оволодівши індустріальними районами Берна, Золотурна, Цюриха і Люцерна, в той час як італійські війська вторглися б із півдня. Після цього Німеччина та Італія збиралися розділити територію Швейцарії між собою.
Проти 10 швейцарських піхотних дивізій було зосереджено 2 гірськострілецькі, 8 піхотних, 6 танкових і моторизованих німецьких дивізій. Причому будь-яка з цих танкових дивізій мала на своєму озброєнні мінімум в тричі більше танків, ніж вся швейцарська армія. Виходячи зі співвідношення сил, було очевидно, що в класичній битві Швейцарія не зможе довго протистояти Німеччині в разі нападу, що підтверджував досвід французької кампанії вермахту.

### Швейцарські плани оборони
Капітуляція Франції 22 червня 1940 року надала додатковий імпульс реалізації плану генерала Гізана. Вже 23 червня пріоритет укріплень «Прикордонної лінії» був знижений на користь «Армійської лінії». Армія була відведена в центр країни, залишивши індустріальні густонаселені внутрішні райони незахищеними. Остаточна редакція, прийнята 12 липня, наказувала організований відступ в Альпи, де створювалися резервні склади для підтримки невизначено довгого опору без можливості подальшого відходу. Обороняти планувалося лише важливі трансальпійські автомобільні та залізничні комунікації. Також при необхідності передбачалося знищення зсередини всіх входів до гірських масивів.
Цей підхід був додатково заглиблений в редакції 24 травня 1941 року. До цього моменту були мобілізовані лише дві третини збройних сил Швейцарії. Але після швидкого розгрому балканських країн німецькими військами в квітні 1941 року, коли відносно невисокі гори виявилися слабким захистом від військ країн Осі, була мобілізована вся швейцарська армія. Власне Редут охороняли 8 піхотних дивізій і 3 гірськострілецьких бригади. Золоті резерви банку Швейцарії з Цюріха були перевезені подалі від німецького кордону, в Сен-Готард і Берн.